# Egyenletes konvergencia
A matematikai analízisben az egyenletes konvergencia egy, a pontonkénti konvergenciánál erősebb konvergenciafajta. Függvények egy {fn} sorozata egyenletesen tart az f határfüggvényhez, ha fn(x) konvergenciasebessége nem függ x-től.
A fogalom azért fontos, mert megőrzi az fn függvények egyes tulajdonságait, például a folytonosságot és a Riemann-integrálhatóságot, míg a pontonkénti konvergencia ezt nem teszi meg.

## Definíció
Legyen {\displaystyle S} halmaz, és {\displaystyle f_{n}:S\to \mathbb {R} } függvény minden n-re. Azt mondjuk, hogy az {\displaystyle (f_{n})_{n\in \mathbb {N} }} sorozat egyenletesen tart az {\displaystyle f:S\to \mathbb {R} } függvényhez, ha minden {\displaystyle \epsilon >0}-hoz van egy {\displaystyle N} természetes szám, hogy minden {\displaystyle x\in S} helyre és minden  {\displaystyle n\geq N} sorszámra  {\displaystyle |f_{n}(x)-f(x)|<\epsilon }.
Tekintsük az  {\displaystyle a_{n}=\sup _{x}|f_{n}(x)-f(x)|} sorozatot, ahol a szuprémum az összes {\displaystyle x\in S}-re megy. Ekkor {\displaystyle f_{n}} egyenletesen tart  {\displaystyle f}-hez, ha {\displaystyle a_{n}} tart nullához.
Az {\displaystyle (f_{n})_{n\in \mathbb {N} }} sorozat lokálisan egyenletesen konvergens, és tart {\displaystyle f}-hez, ha egy {\displaystyle S} metrikus tér minden {\displaystyle x} eleméhez létezik {\displaystyle r>0}, hogy {\displaystyle (f_{n})} egyenletesen konvergens {\displaystyle B(x,r)\cap S}-ben.

## Megjegyzés
Megjegyzendő, hogy a definícióban a „létezik olyan N” és a „minden x” nem felcserélhető. Ennek felcserélésével a pontonkénti konvergenciához jutunk vissza. Ez a következőképpen definiálható: (fn) pontonként konvergens, és határfüggvénye f : S → R, ha minden x ∈ S-re és minden ε > 0-ra van egy N szám, hogy minden n ≥ N-re fn(x) − f(x)| < ε. Itt az x-re és az ε-ra vonatkozó kvantorok sorrendje közömbös, csak az N-re vonatkozó és az x-re vonatkozó sorrendje nem mindegy.
Egyenletes konvergencia esetén az N csak ε-tól függhet, míg pontonkénti konvergencia esetén x-től is. Emiatt nyilvánvaló, hogy az egyenletes konvergenciából következik a pontonkénti. Fordítva ez nem igaz. Legyen S a [0,1] intervallum, és legyen fn(x) = xn minden n természetes számra. Ekkor az (fn) sorozat pontonként tart f-hez, ahol f(x) = 0, ha x < 1, és f(1) = 1. Ez nem egyenletes konvergencia; ugyanis például ε = 1/4-hez nincs a definícióban megkövetelt N. Ugyanis n-re megoldva n > log ε / log x. Ez függ x-től, és ε-tól is, tehát nem lehet olyan N, ami nem függ x-től.

## Tulajdonságok
- Minden egyenletesen konvergens sorozat lokálisan egyenletesen konvergens is.
- Minden lokálisan egyenletesen konvergens sorozat kompakt módon konvergens.
- Lokálisan kompakt terekben a kompakt módon konvergens sorozatok lokálisan egyenletesen konvergensek.
- Metrikus tereken folytonos függvények sorozatára, ha a képtér, mint metrikus tér teljes, akkor és csak akkor egyenletesen konvergens, ha egyenletesen Cauchy.
- Ha S kompakt, és {\displaystyle (f_{n})} folytonos függvények monoton növő sorozata ({\displaystyle f_{n}(x)\leq f_{n+1}(x)} minden n-re), és pontonkénti határfüggvénye {\displaystyle f}  szintén folytonos, akkor Dini tétele miatt egyenletesen konvergens.
- Ha {\displaystyle S} kompakt intervallum, és {\displaystyle (f_{n})} egyenletesen folytonos sorozat, ami pontonként konvergens, akkor az egyenletesen is konvergens.

## Példák
Tekintsük egy X topologikus tér valós vagy komplex értékű korlátos függvényeit a szuprémum normával. Ekkor az egyenletes konvergencia megegyezik a pontonkénti konvergenciával.
Az {\displaystyle f_{n}:[0,1]\rightarrow [0,1]} {\displaystyle f_{n}(x):=x^{n}} sorozat pontonként konvergens, de nem egyenletesen konvergens:
{\displaystyle \lim _{n\rightarrow \infty }f_{n}(x)={\begin{cases}0,&x\in [0,1)\\1,&x=1.\end{cases}}}
Ebből látható, hogy a pontonkénti konvergencia nem őrzi meg a differenciálhatóságot, de még a folytonosságot sem. Míg a sorozat minden eleme akárhányszor differenciálható, határfüggvénye még csak nem is folytonos.
Az exponenciális függvény sorfejtése a Weierstass-féle M-teszttel megmutathatóan egyenletesen konvergens {\displaystyle \mathbb {C} } minden korlátos részhalmazán.
A sor:
{\displaystyle \sum _{n=0}^{\infty }{\frac {z^{n}}{n!}}.}
A korlátos részhalmazok lefedhetők egy origó közepű körlappal, aminek sugarát jelölje R. A Weierstrass-féle M-teszthez találni kell egy  {\displaystyle M_{n}} felső korlátot a sor termjeire, ami nem függ a helytől. 
{\displaystyle \left|{\frac {z^{n}}{n!}}\right|\leq M_{n},\forall z\in D_{R}.}
De ez triviális:
{\displaystyle \left|{\frac {z^{n}}{n!}}\right|\leq {\frac {\left|z\right|^{n}}{n!}}\leq {\frac {R^{n}}{n!}}}
{\displaystyle \Rightarrow M_{n}={\frac {R^{n}}{n!}}.}
Ha  {\displaystyle \sum _{n=0}^{\infty }M_{n}} konvergens, akkor az eredeti sorozat egyenletesen konvergens.
A hányadoskritériumot alkalmazva:
{\displaystyle \lim _{n\to \infty }{\frac {M_{n+1}}{M_{n}}}=\lim _{n\to \infty }{\frac {R^{n+1}}{R^{n}}}{\frac {n!}{(n+1)!}}=\lim _{n\to \infty }{\frac {R}{n+1}}=0}
ami azt jelenti, hogy az {\displaystyle M_{n}} sorozat konvergens. Így az eredeti sorozat minden {\displaystyle z\in D_{R}}-re egyenletesen konvergens, és mivel {\displaystyle S\subset D_{R}}, S-en is egyenletesen konvergens.

## Alkalmazások

### Folytonosság

Ellenpélda a konvergenciatétel erősítésére, ami megelégedne a pontonkénti konvergenciával. A folytonos zöld függvények a nem folytonos piros függvényhez tartanak. Ez azért lehet, mert a konvergencia nem egyenletes

Ha {\displaystyle I} intervallum, vagy topologikus tér, akkor beszélhetünk {\displaystyle f_{n}} és {\displaystyle f} folytonosságáról. Az egyenletes konvergencia tétele azt állítja, hogy ha az {\displaystyle (f_{n})_{n}} sorozat tagjai folytonos függvények az {\displaystyle I} intervallumon, és egyenletesen konvergálnak {\displaystyle f}-hez {\displaystyle I}-n, akkor {\displaystyle f} folytonos {\displaystyle I}-n.
A tétel bizonyítása az {\displaystyle \epsilon /3} fogásán alapul. Az {\displaystyle <\epsilon } egyenlőtlenséghez a folytonosság és az egyenletes konvergencia definíciójából három egyenlőtlenséget vezet be, és a háromszög-egyenlőtlenség alapján kombinálja őket. Ez eredményezi a kívánt egyenlőtlenséget {\displaystyle \epsilon }-ra.
Ez a tétel azért fontos, mivel a pontonkénti konvergencia nem biztosítja a határfüggvény folytonosságát.
Pontosabban, a tétel arról szól, hogy az egyenletesen folytonos függvények egyenletes határfüggvénye egyenletesen folytonos. Lokálisan kompakt térben a folytonosság ekvivalens a lokális egyenletes folytonossággal, így a folytonos függvények egyenletes határfüggvénye folytonos.

### Differenciálhatóság
Ha {\displaystyle \scriptstyle S} intervallum, és az  {\displaystyle \scriptstyle f_{n}} függvények mind differenciálhatók, és tartanak az {\displaystyle \scriptstyle f} függvényhez, gyakran kívánatos, hogy az {\displaystyle \scriptstyle f_{n}} függvények deriváltjai tartsanak   {\displaystyle \scriptstyle f} deriváltjához. Ez általában nem teljesül, még egyenletes konvergencia esetén sem. Még ez sem biztosítja, hogy a határfüggvény differenciálható legyen, és ha differenciálható is, akkor sem biztos, hogy teljesül rá a fent megkívánt tulajdonság.
Legyen például {\displaystyle \scriptstyle f_{n}(x)={\frac {1}{n}}\sin(nx)}. Ez tart az azonosan nullához, de ez nem teljesül a deriváltjaira. Ehhez a deriváltaknak kell egyenletesen konvergálniuk, plusz az eredeti függvényeknek legalább egy pontban konvergálniuk. Maga az állítás így szól:
Tegyük fel, hogy {\displaystyle \scriptstyle {f_{n}}} függvények sorozata, ezek mindegyike differenciálható {\displaystyle \scriptstyle [a,b]}-n, és hogy egy {\displaystyle \scriptstyle x_{0}\in >\scriptstyle [a,b]} pontban  {\displaystyle \scriptstyle {f_{n}(x_{0})}} konvergens. Ha {\displaystyle \scriptstyle f'_{n}} egyenletesen konvergens ezen az {\displaystyle \scriptstyle [a,b]}-n, akkor  {\displaystyle \scriptstyle {f_{n}}} egyenletesen konvergál egy {\displaystyle \scriptstyle f} függvényhez, és {\displaystyle \scriptstyle f'(x)=\lim _{n\to \infty }f'_{n}(x)} minden {\displaystyle \scriptstyle x\in [a,b]}-re.

### Integrálhatóság
Hasonlóan kívánatos tulajdonság, hogy az integrálható függvényekből álló függvénysorozat integráljai is a függvénysorozat határfüggvényének integráljához tartsanak. A Riemann-integrálra az egyenletes konvergencia teljesíti ezt:
Ha  {\displaystyle (f_{n})_{n=1}^{\infty }} Riemann-integrálható függvények egy sorozata az I kompakt intervallumon, ami egyenletesen tart az f határfüggvényhez, akkor f Riemann-integrálható, és Riemann-integrálja 
{\displaystyle \int _{I}f=\lim _{n\to \infty }\int _{I}f_{n}.}
Valójában ugyanez az alsó és a felső integrálra is teljesül. Ez azért következik, mert ha n elég nagy, akkor {\displaystyle f_{n}} grafikonja f grafikonjától ε távolságon belül fut, így {\displaystyle f_{n}} alsó és felső közelítő összegei {\displaystyle \varepsilon |I|} távolságon belül vannak f alsó és felső közelítő összegeitől.
A Riemann-integrál helyett a Lebesgue-integrálra elég pontonkénti konvergenciát feltenni.

### Analitikusság
Ha a komplex sík egy S tartományában analitikus függvények egyenletesen konvergens, akkor határfüggvényük is analitikus S-ben. EZ is azt bizonyítja, hogy a komplex függvények jobban viselkednek, mint a valósak, mivel valós analitikus függvények egy egyenletesen sorozatának határfüggvényének még csak differenciálhatónak sem kell lennie.

### Sorok
Azt mondjuk, hogy {\displaystyle \textstyle \sum _{n=1}^{\infty }f_{n}} konvergenciája:
1. pontonkénti E-n, ha sn pontonként konvergál, ahol sn(x) az n-edik részösszeg
2. egyenletes E-n, ha sn(x) egyenletesen konvergens
3. abszolút, ha  {\displaystyle \textstyle \sum _{n=1}^{\infty }|f_{n}|} minden x-re konvergál E-ben

Ezzel a definícióval a következő eredményre juthatunk:
Tétel: Legyen x0 pont E-ben, és legyen minden  fn folytonos  x0-ban. Ha f =  {\displaystyle \textstyle \sum _{n=1}^{\infty }f_{n}} egyenletesen konvergál E-n, akkor f folytonos x0-ban.
Tegyük fel, hogy E = [a, b], és {\displaystyle \textstyle \sum _{n=1}^{\infty }f_{n}} egyenletesen konvergens E-n. Ekkor f integrálható E-n, és fn integráljának sora az fn sorának integráljával. Ez a tagonkénti integrálás elve.

## Majdnem egyenletes konvergencia
Ha a függvények egy mértéktéren vannak értelmezve, akkor egy hasonló fogalom értelmezhető. Azt mondjuk, hogy az {\displaystyle (f_{n})} függvények egy sorozata majdnem egyenletesen konvergens E-n, ha minden {\displaystyle \delta >0} számhoz van {\displaystyle E_{\delta }} mérhető halmaz, aminek mérete kisebb, mint {\displaystyle \delta }, hogy az  {\displaystyle (f_{n})}  függvények egyenletesen konvergensek  {\displaystyle E\setminus E_{\delta }}-on. Más szavakkal, a majdnem egyenletes konvergencia azt jelenti, hogy egy akármilyen kicsi halmaz kivételével a konvergencia egyenletes.
Meg kell azt jegyezni, hogy a majdnem egyenletes konvergencia nem ugyanaz, mint a majdnem mindenütt való egyenletes konvergencia.
Egorov tétele szerint, ha függvények egy sorozata egy véges mértéktéren pontonként majdnem mindenütt konvergens, ugyanitt majdnem egyenletesen is konvergens.
A majdnem egyenletes konvergenciából következik a majdnem mindenütt konvergencia és a mérték szerinti konvergencia.

## Általánosítások
A definíció közvetlenül kiterjeszthető S → M függvényekre is, ahol (M, d) metrikus tér. Itt |fn(x) − f(x)| helyettesíthető d(fn(x), f(x))-szel.
A legáltalánosabb kiterjesztés függvények hálójára vonatkozik, amely függvények uniform térbe képeznek.
A definíció egyszerűsíthető hiperreális környezetben. Ekkor egy {\displaystyle f_{n}} sorozat egyenletesen konvergens az f* tartományon, és határfüggvénye f, ha minden x-re és minden végtelen n-re {\displaystyle f_{n}^{*}(x)} végtelenül közel van {\displaystyle f^{*}(x)}-hoz.

## Fordítás
- Ez a szócikk részben vagy egészben  az   Uniform convergence című angol Wikipédia-szócikk fordításán alapul.  Az eredeti cikk szerkesztőit annak laptörténete sorolja fel. Ez a jelzés csupán a megfogalmazás eredetét és a szerzői jogokat jelzi, nem szolgál a cikkben szereplő információk forrásmegjelöléseként.